# Pangge/Pilok
Pangge/Pilok is een bestuurslaag in het regentschap Pidie van de provincie Atjeh, Indonesië. Pangge/Pilok telt 229 inwoners (volkstelling 2010).